# Lipman's
Lipman's was een Amerikaanse warenhuisketen gevestigd in Portland, Oregon. Het bedrijf werd in 1850 opgericht in Sacramento, Californië en heette oorspronkelijk Lipman–Wolfe & Company, vernoemd naar de twee oprichters: Adolphe Wolfe en zijn oom, Soloman Lipman. Uiteindelijk groeide het bedrijf uit tot zes winkels in Oregon, voordat het in 1979 werd omgedoopt tot Frederick & Nelson. Het gebouw uit 1912 in het centrum van Portland, dat het vlaggenschip van het bedrijf was, staat op de National Register of Historic Places, als het Lipman–Wolfe and Company Building.

## Geschiedenis
In 1850 vormden Lipman en Wolfe een partnerschap in Sacramento, Californië, tijdens de Californische Goldrush. Ze werden succesvolle handelaren en breidden hun activiteiten uit naar Nevada tijdens de grote zilverkoorts. De latere teloorgang van de Comstock Lode had gevolgen voor de onderneming en leidde ertoe dat Wolfe in 1880 naar Portland verhuisde.
Wolfe opende een nieuwe winkel in Portland en heropende daarmee zijn bedrijf. Door overstromingen en ruimtegebrek moest de winkel drie keer verhuizen. De laatste keer was in 1912, toen de vlaggenschipwinkel werd geopend op de hoek van Fifth en Washington Street. De nieuwe winkel lag recht tegenover de vlaggenschipwinkel van Meier & Frank, wat leidde tot een hevige concurrentiestrijd.

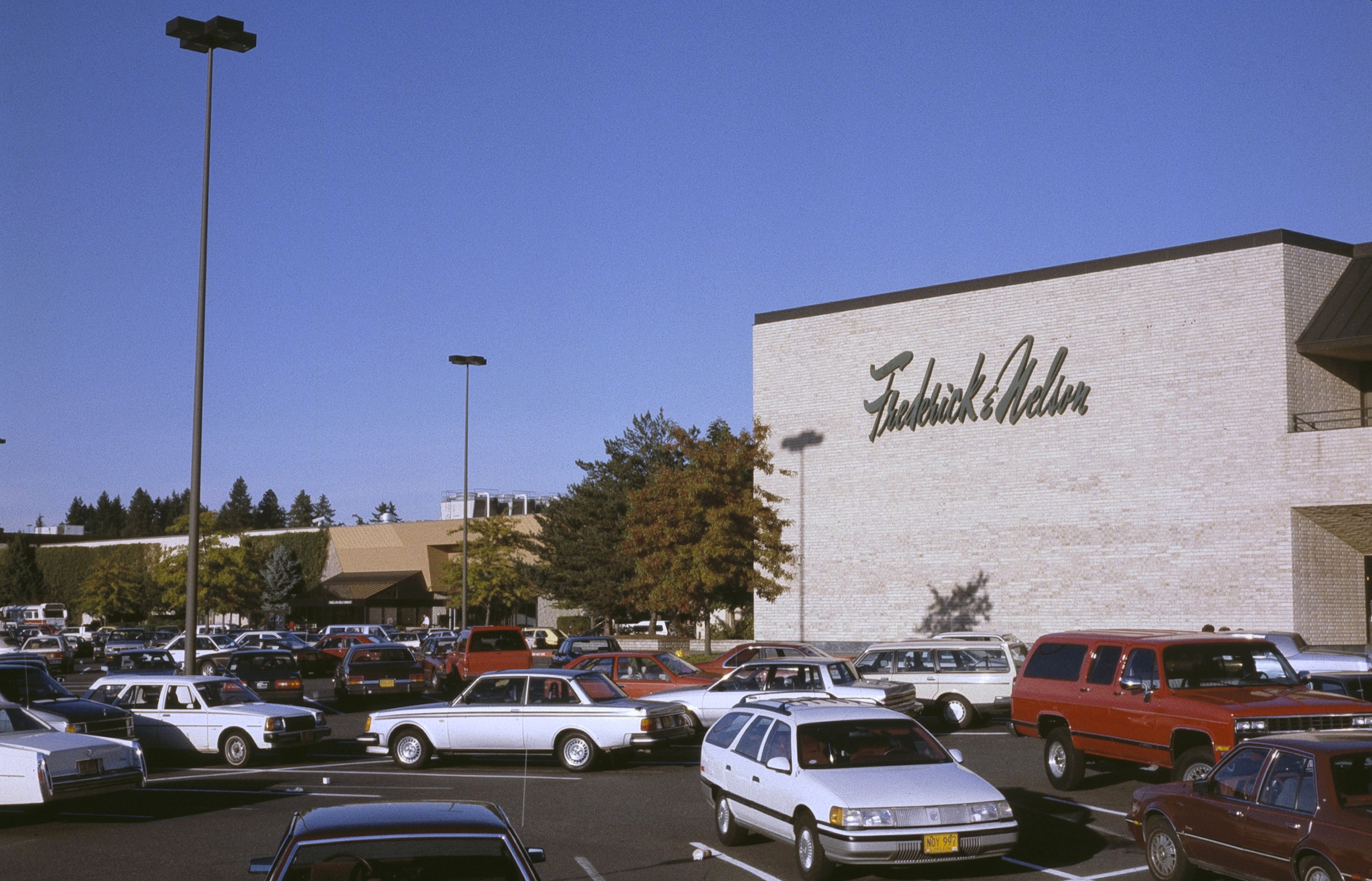
Lipman's was een van de belangrijkste winkels in het Washington Square Mall van 1974 tot 1979, voordat het Frederick & Nelson werd.

Lipman's was plaatselijk bekend vanwege de vele primeurs in de detailhandelsgeschiedenis van Portland:
- Het eerste gebruik van een liftsysteem in een warenhuis.
- De eerste retailer die vaste prijzen op producten aangaf, waarmee een einde kwam aan het afdingen.
- De eerste winkelier die wisselgeld teruggaf tot op de cent in plaats van het dubbeltje.

Tegen het einde van de jaren negentig was het merk Lipman's uitgegroeid tot een keten van zes winkels. Adolphe Wolfe overleed in 1938 en droeg het bedrijf over aan zijn neef. In de jaren vijftig verkocht de familie Wolfe Lipman's aan de Dayton Hudson Company, die het merk Lipman's als divisie behield. Lipman's begon in de jaren 1970 marktaandeel te verliezen aan Meier & Frank, toen Marshall Field's in 1979 alle zes winkels kocht. Begin april van dat jaar werden ze allemaal omgedoopt tot Frederick &amp; Nelson. In 1987 werden deze winkels, met uitzondering van de winkel in het centrum van Portland die in oktober 1986 werd gesloten en de winkel in Eastport Plaza die Mervyn's werd, omgedoopt tot The Crescent, gevestigd in Spokane, Washington, een divisie van Frederick & Nelson. In 1988 werden de warenhuizen verkocht aan Lamonts.

## Korte wederopstanding
Begin 1987 kondigde F&N Acquisition Corp., de eigenaren van Frederick & Nelson aan dat ze de naam Lipman's terug wilden brengen als een off-price retaildivisie. Vijf Frederick & Nelson-winkels in Oregon en vier Great Clothes Outlets in Washington zouden de naam Lipman's krijgen, maar de vestigingen in Oregon werden verkocht aan The Crescent. Deze winkels waren iets kleiner dan normale winkels en richtten zich op 'modebewuste 20- tot 40-jarigen met geld om uit te geven aan een professionele en casual garderobe'. De divisie moest direct concurreren met Nordstrom en de zusterwinkel ervan aanvullen. In januari 1988 lag de omzet in de winkels onder de doelstelling van $ 125 per vierkante voet. Het eigendom werd overgedragen aan het management van Frederick & Nelson en alle winkels werden medio 1988 Frederick & Nelson Red Tag Clearance Centers. Al deze winkels werden tijdens bezuinigingen in 1990 gesloten

## Cinnamon Bear
Lipman's staat waarschijnlijk het meest bekend om de Cinnamon Bear, een populaire kersttraditie in Portland sinds 1937. De Cinnamon Bear werd geïntroduceerd als een door Lipman's gesponsord radioverhaalpersonage, dat de dagen tot Kerstmis zou aftellen. Samen met de Kerstman verscheen de beer elk jaar met Kerstmis in de winkels van Lipman, waar hij koekjes uitdeelde aan kinderen. Nadat Frederick & Nelson het merk hadden overgenomen, zetten ze de traditie voort. De Cinnamon Bear is vandaag de dag nog steeds te vinden als souvenir in de Fifth Avenue Suites. 

## Vlaggenschipwinkel in Portland
Frederick & Nelson sloot de voormalige vlaggenschipwinkel van Lipman's tijdens een reorganisatie van de keten in 1986. Het gebouw werd in 1988 opgenomen in het National Register of Historic Places, als het Lipman–Wolfe and Company Building.
In 1996 werd het tien verdiepingen tellende gebouw van een half blok na een uitgebreide renovatie heropend als Fifth Avenue Suites, een hotel met 222 kamers. In 2007 werd de naam van Fifth Avenue Suites gewijzigd in Hotel Monaco.